# Ernst-Busch-Chor Berlin
Der Ernst-Busch-Chor Berlin e. V. ist ein gemischter Berliner Amateurchor, der seit 1973 besteht und sich hauptsächlich aus Senioren rekrutiert. Er pflegt die Tradition der deutschen und internationalen Arbeitersängerbewegung seit der zweiten Hälfte des 19. Jahrhunderts. Zum Repertoire gehören außerdem Lieder von Hanns Eisler, deutsche und ausländische Volkslieder sowie Werke von Beethoven, Mozart und Händel. Der Chor tritt bis zu zwanzig Mal im Jahr auf (Stand: 2012). Er hat ca. 75 Sängerinnen und Sänger (Stand im Jahr 2013) und ist Mitglied im Chorverband Berlin sowie im Deutschen Chorverband. Er wurde nach dem Mauerfall im Amtsgericht Charlottenburg im Jahr 1990 unter der Nummer VR 11614 im Vereinsregister eintragen, seinen Verwaltungssitz hat er in der Husemannstraße im Ortsteil Berlin-Prenzlauer Berg.

## Chor-Geschichte
Der Chor bildete sich nach einem Vorschlag des Liedermachers Reinhold Andert (* 1944), als 1973 bei einem Auftritt des Oktoberklubs die anwesenden Veteranen alte Lieder aus der Arbeiterbewegung begeistert mitsangen. Gegründet wurde er am 18. April 1973 mit 50 Sängerinnen und Sängern als Chor der Berliner Parteiveteranen, damals mit Billigung und Unterstützung der SED-Bezirksleitung Berlin. Seinen ersten Auftritt hatte der Chor am 22. Juli 1973 in einer Auftaktveranstaltung zu den Weltfestspielen der Jugend und Studenten 1973 im Berliner Kino Kosmos unter seinem Chorleiter und Komponisten Walter Riedel (1902–1978).
In den Jahren 1976/1977 produzierte die DEFA einen Film über den damaligen Veteranenchor der SED (siehe oben) mit dem Titel Rosenthaler Straße 51 und führte ihn zusammen mit Matrosen in Berlin im Jahr 1978 im Zeughauskino auf.
Den Namen des Sängers und Schauspielers Ernst Busch (1900–1980) gab sich der Chor im Jahr 1983, drei Jahre nach dem Tod des weit über Berlin hinaus bekannten Künstlers. Im Laufe der 1980er Jahre stieg die Mitgliederzahl auf 65. Von seiner Gründung bis 1988 sang der Chor 340-mal vor vielen Tausend Zuhörern. Zu den Höhepunkten gehörte ein Auftritt im Rahmen des Festivals des politischen Liedes am 11. Februar 1985, u. a. zusammen mit dem Schauspieler Erwin Geschonneck und den Sängern Lin Jaldati und Jürgen Walter.
Mit dem absehbaren Ende der DDR benannte sich der Chor im Februar 1990 in Veteranenchor Ernst Busch um, gab sich im April 1990 ein neues demokratisches Statut und ließ sich 1991 als Verein eintragen. Im April 1991 wurde der Name Ernst-Busch-Chor Berlin angenommen. Am 3. Mai 1992 fand in Berlin-Hellersdorf das erste Konzert im vereinigten Deutschland statt.
Im Jahr 1997 gehörten 113 Lieder zum festen Repertoire, davon 37 politische, 40 Volkslieder, 17 Kunstlieder und 14 aus anderen Genres. Seit 1995 bildet das Konzert zum Geburtstag von Ernst Busch, jeweils im Januar, den Jahreshöhepunkt des Chores. Dieses fand von 2008 bis 2022 im Russischen Haus der Wissenschaft und Kultur in Berlin-Mitte statt, wurde jeweils zweimal aufgeführt und war immer ausverkauft. Im Zusammenhang mit der generellen Boykottierung Russlands als Ergebnis des Angriffskrieges auf die Ukraine finden diese Geburtstagsehrungen nun an anderen Orten in Berlin statt: im Jahr 2024 beispielsweise im Konzertsaal der Universität der Künste Berlin, wo er auch 2025 wieder stattfand.
Als Probestätte und zu kleineren Anlässen nutzt der Chor Räume im ND-Gebäude am Franz-Mehring-Platz wie die Studiobühne oder den großen Saal (Münzenbergsaal). Zum ungestörten Einüben neuer Lieder und zur Sicherung des guten Zusammenhalts der Mitglieder organisiert der Vereinsvorstand einmal jährlich ein Trainingslager.
Im Laufe eines Jahres gibt es Auftritte zu Feiertagen wie Ostern, Pfingsten, Weihnachten, oft auch auf öffentlichen Plätzen oder in Kirchen. Auch Jubiläen aus der Arbeiter- und Friedensgeschichte werden zu Auftritten genutzt wie aus Anlass des 79. Jahrestages der Befreiung vom Faschismus im Treptower Park am 8. Mai 2024. Oder Mitmachen beim 3. Festival des politischen Liedes im März 2025.
Zum Repertoire gehören inzwischen auch Lieder in 10 verschiedenen Sprachen wie Französisch, Japanisch oder Spanisch. Die Sängergruppe folgt auch Einladungen aus dem Ausland, wie 2022 nach Brüssel. Zuletzt fanden vom Mai 2024 bis zum Februar 2025 mehrere Auftritte einer kleinen Sängergruppe im Humboldt-Forum als Begleitung zur Ausstellung über die Geschichte des Palastes der Republik statt.
Im März 2023 trat der Chor bei der Trauerfeier für Hans Modrow auf.
Das 50. Chorjubiläum 2023 wurde im Babylon Berlin mit einem großen Auftritt von 60 Sängerinnen und Sängern gefeiert und war ausverkauft. Und das Ostdeutsche Kuratorium von Verbänden gratulierte den Chormitgliedern mit einem Lied auf youtube. Schließlich widmete sich auch eine Sendung von FRN (Free Radio Network) dem 50. Jahrestag der Chorgründung.
Die Redaktion des Deutschlandradios wählte den Ernst-Busch-Chor am 2. April 2024 zum Chor der Woche.
Im Humboldt-Forum trat der Chor aus Anlass des (offenen) Museumssonntags im Oktober 2024 auf.
Im Mai 2025 nahm der Ernst-Busch-Chor am Deutschen Chorfest in Nürnberg, zu dem rund 100 Chöre zugesagt haben, mit zwei Auftritten teil. Veranstaltungsort ist die Hochschule für Musik Nürnberg.
Die VVN Berlin im Bund Deutscher Antifaschisten startete im Januar 2025 mit einer Kundgebung am Brandenburger Tor eine Veranstaltungsreihe 1933 – Vor 90 Jahren: Machtübertragung an die Faschisten, bei welcher der Ernst-Busch-Chor die musikalische Begleitung übernimmt.

## Bisherige Chorleiter
- 1973–1979: Walter Riedel (1902–1978)[30]
- 1979–1988: Otto Mesletzky[30]
- 1988–1995: Hans-Joachim Bastian[30]
- 1995–2013: Kurt Hartke (* 1935)[6][30]
- seit 2013: Daniel Selke (* 1983)

## In den Medien
- Mitwirkung des Chors im Spielfilm Ernst Thälmann, Teil 2 (1986)[31] mit dem Lied Roter Wedding
- DEFA-Dokumentarfilm Wir sind von den Jungen die Alten (1985, Regie: Irina Gregor)
- Berlin: Kultur, Musik und linke Politik, Wochenzeitung Der Freitag, 8. Juni 2022 (Kurzvorstellung und eine Stunde Auftritt des Chores).